# Gouvernement Cardoso I
 (juin 2025).
Si vous disposez d'ouvrages ou d'articles de référence ou si vous connaissez des sites web de qualité traitant du thème abordé ici, merci de compléter l'article en donnant les références utiles à sa vérifiabilité et en les liant à la section « Notes et références ».
République fédérative du Brésil
Itamar Franco Henrique Cardoso II
Le gouvernement Henrique Cardoso I (en portugais : Governo Henrique Cardoso I) est le cabinet chargé du pouvoir exécutif au sein du gouvernement fédéral du Brésil en fonction entre le 1er janvier 1995 et le 1er janvier 1999. 
Il s'agit du premier gouvernement et mandat du président de centre-gauche Fernando Henrique Cardoso (PSDB). 
Victorieux dès le premier tour à l'issue de l'élection élection présidentielle face notamment à Luiz Inácio Lula da Silva, il élargit sa coalition présidentielle (PSDB-PFL-PTB) au soutien dans une coalition gouvernementale avec le Parti du mouvement démocratique brésilien, assurant une large majorité du centre-gauche à la droite au Congrès national.

## Contexte
La course à la présidence avait neuf candidats, parmi lesquels des personnalités comme Fernando Henrique Cardoso, Darcy Ribeiro (PDT), Leonel Brizola (PDT) et Lula. La campagne électorale a été marquée par plusieurs événements, tels que le lancement d'une nouvelle monnaie (Real), la chute du ministre des Finances Rubens Ricupero, des soupçons de corruption et le retournement des intentions de vote dans les sondages.
Fernando Henrique Cardoso (PSDB, soutenu par le Parti du Front libéral et le Parti travailliste brésilien) a gagné dès le premier tour contre Luiz Inácio Lula da Silva (PT), avec 34 millions de voix (54,28 %).
Le résultat de cette élection a été influencé par le Plan Real, un plan économique élaboré par Fernando Henrique, ministre des Finances d'Itamar Franco. Le plan a permis de mettre fin à l'hyperinflation, de stabiliser les prix, d'augmenter le pouvoir d'achat des familles et de permettre la planification des actions gouvernementales sur l'économie et la société, par la stabilité de la monnaie.
Dans le cadre des élections générales de 1994, il y eut également l'élection des gouverneurs d’État, des sénateurs (2 par Etats), des députés fédéraux et des députés d’État.

## Historique

### Formation et représentation partisane

Logo du gouvernement Henrique Cardoso II.

Au lancement de la campagne présidentielle, Fernando Henrique Cardoso avait le soutien du Parti du Front libéral et du Parti travailliste brésilien, le premier étant le parti du vice-président élu Marco Maciel.
Avec l'élection de Fernando Henrique Cardoso en 1994, la coalition présidentielle a obtenu respectivement 36% et 3 % des sièges contestés à la Chambre et au Sénat. Pour obtenir la majorité absolue dans les deux chambres, le Parti du mouvement démocratique brésilien a rejoint le gouvernement, augmentant ainsi la coalition gouvernementale à 57% et 58 %. 
Pour équilibrer la coalition, dans un premier temps, le PFL a reçu les ministères des Mines et de l'Énergie et de l'Environnement, le PMDB a reçu le Secrétariat à l'intégration nationale, le PTB a reçu le ministère de l'Agriculture et le PSDB a reçu le ministère du Plan et de la Justice. Le gouvernement compte aussi deux techniciens : le diplomate Luis Felipe Lampreia aux Relations extérieures et Pedro Malan, président de la Banque centrale, aux Finances.  
En outre, le président FHC a soutenu les élections de Luis Eduardo Magalhães (PFL) à la présidence de la Chambre des députés et de José Sarney (PMDB) à la présidence du Sénat.

### Ralliement du Parti progressiste brésilien en 1996
Fin 1995, Fernando Henrique Cardoso (FHC) choisit Francisco Dornelles, alors député du Parti progressiste brésilien, pour être nommé ministre du Développement, de l'Industrie et du Commerce extérieur, après des conflits internes au sein du PPB, il est nommé en mai 1996, le président FHC déclarant qu'il s'agit d'une adhésion formelle du parti. 
Le Parti progressiste brésilien au gouvernement permet d'élargir la base gouvernementale à une super-majorité de 75% dans les deux chambres du Congrès, mais les membres concernés du parti tels que Paulo Maluf ont continué à critiquer le président.
En 1997, le président FHC a renouvelé l'alliance avec le PMDB et le PFL, en soutenant l'élection du député Michel Temer (PMDB), et du sénateur Antônio Carlos Magalhães (PFL).

## Composition
| Image                                     | Portefeuille                                                               | Titulaire | Titulaire                           | Parti  |
| ----------------------------------------- | -------------------------------------------------------------------------- | --------- | ----------------------------------- | ------ |
|                                           | Président de la république                                                 |           | Fernando Henrique Cardoso           | PSDB   |
|                                           | Vice-président de la République                                            |           | Marco Maciel                        | PFL    |
|                                           | Ministre de l'Armée                                                        |           | Zenildo de Lucena (pt)              | Indép. |
|                                           | Ministre de l'Aéronautique                                                 |           | Mauro José Miranda Gandra (pt)      | Indép. |
|                                           | Ministre de l'Agriculture et de l'Élevage                                  |           | José Eduardo de Andrade Vieira (pt) | PTB    |
|                                           | Ministre de la Culture                                                     |           | Francisco Weffort (pt)              | Indép. |
|                                           | Ministre de l'Éducation et des Sports                                      |           | Paulo Renato Souza (pt)             | PSDB   |
|                                           | Ministre de l'Industrie, du Commerce et du Tourisme                        |           | Dorothea Werneck (pt)               | Indép. |
|                                           | Ministre de la Justice                                                     |           | Nelson Jobim                        | PMDB   |
|                                           | Ministre de la Marine                                                      |           | Mauro César Rodrigues Pereira (pt)  | Indép. |
|                                           | Ministre de la Sécurité sociale                                            |           | Reinhold Stephanes (pt)             | PFL    |
|                                           | Ministre de la Santé                                                       |           | Adib Jatene                         | Indép. |
|                                           | Ministre des Communications                                                |           | Sergio Motta (pt)                   | PSDB   |
|                                           | Ministre des Relations extérieures                                         |           | Luiz Felipe Lampreia (pt)           | Indép. |
|                                           | Ministre des Mines et de l'Énergie                                         |           | Raimundo Mendes de Brito (pt)       | Indép. |
|                                           | Ministre de l'Environnement, des Ressources en eau et de l'Amazonie légale |           | Gustavo Krause (pt)                 | PFL    |
|                                           | Ministre de la Planification et du Budget                                  |           | José Serra                          | PSDB   |
|                                           | Ministre du Travail                                                        |           | Paulo de Tarso Almeida Paiva (pt)   | Indép. |
|                                           | Ministre des Transports                                                    |           | Odacir Klein (pt)                   | PMDB   |
|                                           | Ministre extraordinaire de la Politique foncière                           |           | Raul Jungmann                       | PPS    |
|                                           | Ministre de l'Administration fédérale et de la Réforme de l'État           |           | Luiz Carlos Bresser-Pereira (pt)    | Indép. |
|                                           | Ministre extraordinaire des Réformes institutionnelles                     |           | Freitas Neto (pt)                   | PFL    |
|                                           | Ministre extraordinaire des Sports                                         |           | Pelé                                | Indép. |
| Organismes ayant le statut de ministère   |                                                                            |           |                                     |        |
|                                           | Chef de cabinet civil de la présidence de la République                    |           | Clóvis Carvalho (pt)                | PSDB   |
|                                           | Procureur général                                                          |           | Geraldo Magela da Cruz Quintão (pt) | Indép. |
|                                           | Chef de cabinet de la Sécurité institutionnelle                            |           | Alberto Mendes Cardoso (pt)         | Indép. |
| Secrétariats ayant le statut de ministère |                                                                            |           |                                     |        |
|                                           | Secrétaire général de la présidence de la République                       |           | Eduardo Jorge Pereira (pt)          | PSDB   |
|                                           | Secrétaire spécial à la communication sociale                              |           | Sérgio Amaral (pt)                  | Indép. |